# Vòng loại Giải vô địch bóng đá nữ U-20 thế giới khu vực châu Phi 2006
Vòng loại Giải vô địch bóng đá nữ U-20 thế giới khu vực châu Phi 2006 diễn ra từ ngày 4 tháng 3 đến 19 tháng 9 năm 2006. Hai đội tuyển Nigeria và Cộng hòa Dân chủ Congo là hai đại diện cho khu vực châu Phi tham dự Giải vô địch bóng đá nữ U-20 thế giới 2006.

## Vòng một
| Đội 1           | TTS  | Đội 2          | Lượt đi | Lượt về |
| --------------- | ---- | -------------- | ------- | ------- |
| Zambia          | 2–5  | Mozambique     | 0–4     | 2–1     |
| Liberia         | w/o  | Guinée         | —       | —       |
| CHDC Congo      | 3–1  | Bénin          | 2–1     | 1–0     |
| Kenya           | w/o  | Cộng hòa Congo | —       | —       |
| Ai Cập          | w/o  | Ethiopia       | —       | —       |
| Madagascar      | w/o  | Sénégal        | —       | —       |
| Algérie         | Miễn |                |         |         |
| Cameroon        | Miễn |                |         |         |
| Guinea Xích Đạo | Miễn |                |         |         |
| Eritrea         | Miễn |                |         |         |
| Ghana           | Miễn |                |         |         |
| Mali            | Miễn |                |         |         |
| Maroc           | Miễn |                |         |         |
| Nigeria         | Miễn |                |         |         |
| Nam Phi         | Miễn |                |         |         |
| Zimbabwe        | Miễn |                |         |         |

## Vòng hai
| Đội 1    | TTS  | Đội 2           | Lượt đi | Lượt về |
| -------- | ---- | --------------- | ------- | ------- |
| Nam Phi  | 9–0  | Mozambique      | 6–0     | 3–0     |
| Algérie  | w/o  | Liberia         | 2–3     | —       |
| Mali     | w/o  | CHDC Congo      | 1–1     | —       |
| Nigeria  | 10–1 | Kenya           | 8–0     | 2–1     |
| Zimbabwe | w/o  | Ai Cập          | —       | —       |
| Cameroon | w/o  | Sénégal         | —       | —       |
| Maroc    | w/o  | Guinea Xích Đạo | —       | —       |
| Ghana    | w/o  | Eritrea         | —       | —       |

## Vòng ba
| Đội 1    | TTS     | Đội 2           | Lượt đi | Lượt về |
| -------- | ------- | --------------- | ------- | ------- |
| Nigeria  | 10–2    | Liberia         | 1–1     | 9–1     |
| Nam Phi  | 2–2 (a) | CHDC Congo      | 2–1     | 0–1     |
| Ai Cập   | w/o     | Guinea Xích Đạo | —       | —       |
| Cameroon | dq      | Ghana           | 4–0     | —       |

## Vòng bốn
| Đội 1      | TTS  | Đội 2           | Lượt đi | Lượt về |
| ---------- | ---- | --------------- | ------- | ------- |
| CHDC Congo | w/o  | Guinea Xích Đạo | —       | —       |
| Nigeria    | Miễn | không có        |         |         |

## Các đội vượt qua vòng loại
| Đội        | Ngày vượt qua       | Số lần tham dự World Cup U-20 |
| ---------- | ------------------- | ----------------------------- |
| CHDC Congo | 10 tháng 6 năm 2006 | 0                             |
| Nigeria    | 11 tháng 6 năm 2006 | 2 (2002, 2004)                |